# Stefano Iacoponi
Stefano Iacoponi (Cascina, 20 agosto 1941) è un ingegnere italiano.

## Biografia
Dopo la laurea con lode in ingegneria meccanica presso l'Università di Pisa, nel 1965 viene assunto dalla Ferrari S.E.F.A.C. dove rimane fino al 1969. Ha partecipato alla progettazione della Ferrari 212 E del 1969 per il Campionato europeo della montagna e del relativo motore Boxer 12 cilindri 2000 cm³ e all'impostazione della vettura F1 a 4RM nell'Ufficio Studi Speciali di Modena.
Passato alla Abarth come responsabile dei motopropulsori, rinnova gli esistenti motori Abarth con l'applicazione dell'alimentazione ad iniezione e nuove teste cilindri a 4 valvole e realizza una serie di nuovi motori tra i quali il motore 124 a 16 valvole per vetture Fiat 124 Abarth Rally, il motore 131 2000 16 valvole per 131 Rally, il motore per la vettura di serie A112 Abarth, un 6 cilindri in linea 2000 cm³ per la società Holbay ed i cambi di velocità per le applicazioni rally delle vetture 124 e 131.
Successivamente all'acquisizione dell'Abarth da parte della FIAT, viene cooptato nella Direzione Tecnica Fiat e, a partire dal 1977, diviene responsabile della progettazione dei motori, cambi ed organi di guida e frenatura. È stato responsabile della progettazione del motore FIRE, dei motori ad iniezione di benzina e turbo, dei motori Diesel precamera e a iniezione diretta compresi quelli con il sistema common rail, la cui prima applicazione mondiale avviene sulla vettura AR 156.
Nel 1988 è nominato direttore della ingegneria Alfa Romeo e durante la sua direzione, vengono completati i progetti delle vetture ES 30, 33 Permanente, 155, 164 USA, Super e 4x4, Spider e Coupe'. Viene realizzato il motore 6 cil. V6 turbo, V6 3000 24 valvole, 1800 T.S ed i prototipi dei motori T.S. 3 valvole e 10 cilindri 4000 cm³. Vengono anche realizzati i prototipi delle vetture Proteo e Coupé Nuvola 10 cil.
Dal 1991 fino al 1999 è Direttore Tecnico della Fiat Auto dove introduce l'organizzazione per Piattaforme, il Concurrent Engineering ed il CAD Parametrico Associativo. Durante la sua direzione vengono realizzate e commercializzate le vetture FIAT Punto e Punto Cabrio, Barchetta, Coupé, Bravo/Brava, Marea, Cinquecento, Palio, Siena, le vetture Lancia Delta, K, Dedra, Y, le vetture Alfa Romeo 145, 146, GT, Spider, 156, 166.. Sono state realizzate anche vetture elettriche quali la Panda Elettra e la 500 Elettra utilizzate principalmente per il Car Sharing e da privati come Enti e società.
Ha ricoperto inoltre la posizione di Presidente della FIAT Auto Corse e dal 1999 al 2003 è stato Presidente del Centro Ricerche Fiat; successivamente svolge attività di consulenza nel campo dello sviluppo di prodotti innovativi e del trasferimento e della applicazione di metodologie dell'innovazione. Nel 2000 è stato insignito del Premio internazionale Barsanti e Matteucci. A marzo 2023 ha pubblicato il libro "Diventare progettisti" Minerva Edizioni.